# Лохъ (приток на Уейхъ)
Лохъ или Бейлохъ (на китайски: 洛河; на пинин: Luò Hé) е река в Централен Китай, в провинция Шънси, ляв приток на Уейхъ (десен приток на Хуанхъ). С дължина 680 km и площ на водосборния басейн 26 900 km² река Лохъ води началото си от хребета Байюйшан, на 1585 m н.в., в провинция Шънси. По цялото си протежение тече в посока юг-югоизток в дълбока долина през Льосовото плато. Влива се отляво в река Уейхъ, на 330 m н.в., на 15 km преди последната да се влее отдясно в река Хуанхъ. Основни притоци: леви – Шадзяхъ; десни – Хулухъ, Дзюйхъ. Средният годишен отток около устието ѝ е 26 m³/s. Река Лохъ носи огромно количество наноси от Льосовото плато, а мътността и достига до 100 kg/m³.